# John Waters (filmrendező, 1946)
ifj. John Samuel Waters (Baltimore, Maryland, USA, 1946. április 22. –) amerikai filmrendező, író, képzőművész, a European Graduate School professzora.
Az 1970-es években forgatott megbotránkoztató kultuszfilmjei révén vált ismertté.

## Élete és pályafutása
1946-ban született Baltimore-ban. Gyerekkori barátja volt Glenn Milsteadnek, aki később Divine néven vált Waters filmjeinek visszatérő szereplőjévé. Egyetemi tanulmányait a New York Universityn végezte, innen azonban 1966-ban marihuánafogyasztásért kirúgták. Ezután visszatért Baltimore-ba, ahol legtöbb korai filmjét forgatta.
Camp szellemiséggel átitatott korai filmjei a jóízlés határait feszegetik. A Trash Trilógia-ként ismert három filmjét (Rózsaszín flamingók, Female Trouble és Desperate Living) sokan a mozicenzúra elleni provokációként értelmezik. A Rózsaszín flamingók elhíresült vágatlan zárójelenetében Divine egy adag valódi és friss kutyaürüléket fogyaszt el.
Az 1980-as évek során egyre közelebb került a mainstreamhez. Az 1988-ban forgatott Hajlakk-ból nagy sikerű musical is készült, amelyből 2007-ben mozifilmet forgattak. Legutolsó filmjében (Szégyen és gyalázat) visszatért korai filmjeinek megbotránkoztató témaválasztásaihoz.

## Magánélete
Homoszexualitását nyíltan vállalja, a melegjogok és a meleg büszkeség elkötelezett támogatója.

## Filmográfia

### Rendező, író, producer
Nagyjátékfilm
| Év   | Magyar cím          | Eredeti cím       | Feladatkör | Feladatkör | Feladatkör | Feladatkör | Feladatkör |
| Év   | Magyar cím          | Eredeti cím       | Rendező    | Író        | Producer   | Operatőr   | Vágó       |
| ---- | ------------------- | ----------------- | ---------- | ---------- | ---------- | ---------- | ---------- |
| 1969 |                     | Mondo Trasho      | Igen       | Igen       | Igen       | Igen       | Igen       |
| 1970 |                     | Multiple Maniacs  | Igen       | Igen       | Igen       | Igen       | Igen       |
| 1972 | Rózsaszín flamingók | Pink Flamingos    | Igen       | Igen       | Igen       | Igen       | Igen       |
| 1974 |                     | Female Trouble    | Igen       | Igen       | Igen       | Igen       | Igen       |
| 1977 |                     | Desperate Living  | Igen       | Igen       | Igen       | Igen       | Nem        |
| 1981 | Poliészter          | Polyester         | Igen       | Igen       | Igen       | Nem        | Nem        |
| 1988 | Hajlakk             | Hairspray         | Igen       | Igen       | Igen       | Nem        | Nem        |
| 1990 | Cry-Baby            | Cry-Baby          | Igen       | Igen       | Nem        | Nem        | Nem        |
| 1994 | Titkos gyilkos mama | Serial Mom        | Igen       | Igen       | Nem        | Nem        | Nem        |
| 1998 | Kuki                | Pecker            | Igen       | Igen       | Nem        | Nem        | Nem        |
| 2000 | Cecil B. Demented   | Cecil B. Demented | Igen       | Igen       | Nem        | Nem        | Nem        |
| 2004 | Szégyen és gyalázat | A Dirty Shame     | Igen       | Igen       | Nem        | Nem        | Nem        |

Rövidfilm
| Év   | Cím                               | Feladatkör | Feladatkör | Feladatkör | Feladatkör | Feladatkör |
| Év   | Cím                               | Rendező    | Író        | Producer   | Operatőr   | Vágó       |
| ---- | --------------------------------- | ---------- | ---------- | ---------- | ---------- | ---------- |
| 1964 | Hag in a Black Leather Jacket     | Igen       | Igen       | Igen       | Igen       | Igen       |
| 1966 | Roman Candles                     | Igen       | Igen       | Igen       | Igen       | Igen       |
| 1968 | Eat Your Makeup                   | Igen       | Igen       | Igen       | Igen       | Igen       |
| 1968 | Dorothy, the Kansas City Pot Head | Igen       | Igen       | Igen       | Igen       | Igen       |
| 1970 | The Diane Linkletter Story        | Igen       | Igen       | Igen       | Igen       | Igen       |

## Magyarul megjelent művei
- Okostojás, avagy egy mocskos vénember bölcsességei; ford. Simon Márton; Pesti Kalligram, Budapest, 2023